# Boualem Khalfa
Boualem Khalfa, né le 27 mars 1923 à Koléa (Algérie) et mort le 6 juillet 2017 dans le 13e arrondissement de Paris, est un journaliste et militant politique algérien, qui fut le premier musulman à diriger la rédaction d'un quotidien français.

## Biographie

### Famille, jeunesse et formation
Né en 1923 à Koléa, Boualem Khalfa est issu d'une famille installée à Palestro (aujourd'hui Lakhdaria qui pratiquait la transhumance. Confié aux Pères blancs, son grand-père Ali, Victor, Jean, Ismaël Khalfa grandit sur leur domaine de Maison-Carrée (El-Harrach) puis est envoyé à l'École spéciale militaire de Saint-Cyr dont il sort sous-lieutenant. Sa mère, kabyle, était issue d'un père également passé par l’armée coloniale, qui avait appris à lire par les romans policiers.
Boualem Khalfa fait l’École normale d’instituteurs à Miliana puis exerce trois mois dans une école de douar près d’Orléansville (Chlef). Mobilisé quelques mois en 1943, il est hospitalisé à Sétif, puis réformé. Lors de son passage à l’hôpital Maillot à Alger, il fait  la connaissance de Bachir Hadj Ali qui l’initie au marxisme-léninisme.

### Journalisme
Boualem Khalfa a débuté très tôt une carrière de journaliste lorsqu'il est entré à Alger Républicain à la fin de 1944,, dans les bureaux de la vieille imprimerie de la rue Koechlin à Bab el Oued, quartier populaire d'Alger, trois ans avant d'en devenir le rédacteur en chef en 1947. À son arrivée, le journal a un conseil d’administration à majorité socialiste. Face à la pénurie de papier, il se tourne vers l'agence de presse fédérant en majorité des journaux proches ou appartenant au Parti communiste français, l'Union française de l'information, qui envisage un rachat, face aux difficultés financières du jeune quotidien Alger Républicain. Il faut en effet faire face aux contraintes liées à un tirage en augmentation (15.000 en 1944-1945, 28.000 fin 1946, 31.400 en 1947). Jean Dutour, Bernard Lyon-Caen, et Pierre Vidaud, journaliste de l'UFI, lui apportent une aide régulière aux plans financier, technique, et juridique.
En 1947, après le contrat passé avec l'UFI pour s'approvisionner en nouvelles internationales, le nouveau directeur est Karl Escure, arrivé de Paris accompagné de trois rédacteurs dont un photographe. Boualem Khalfa devient son rédacteur en chef, le premier Français musulman à diriger la rédaction d'un quotidien. Installé en France fin 1947, Michel Rouzé peut associer les rôles de correspondant à Paris d'Alger Républicain et de rédacteur en chef-adjoint de Ce Soir, poste rapidement perdu car il est jugé proche du dirigeant communiste en disgrâce André Marty qui l'avait conseillé en Algérie au moment de la création du journal France Nouvelle.
À l'écoute des  grèves et revendications sociales, la rédaction qu'il anime se veut progressiste et au service des différentes tendances nationales algériennes. En 1954, Boualem Khalfa quitte Alger républicain pour un nouveau poste, celui de rédacteur en chef de l’hebdomadaire Liberté, qui est l’organe central du PCA et défend sa politique. L'année suivante, son ami et ex-collègue Henri Alleg entre dans la clandestinité après l'interdiction dont est victime Alger républicain, transmettant ses articles en France dont certains  publiés par L'Humanité.

### Engagement politique
Le jeune homme est d'abord militant du mouvement des Amis du manifeste et de la liberté avant d'adhérer au Parti communiste algérien (PCA) en 1946 , dans le sillage de sa rencontre avec Bachir Hadj Ali, puis de devenir membre de son comité central en 1952 et d'intégrer le secrétariat clandestin  de cette organisation en 1955-1956, au moment où il est chargé d’organiser les Combattants de la libération en Oranie. 
Arrêté en 1956 puis torturé à plusieurs reprises, Boualem Khalfa échappe à deux tentatives consécutives d’exécutions sommaires, mais il est condamné par le Tribunal militaire d’Oran et une seconde fois en novembre 1957, à vingt ans de travaux forcés puis transféré en France avec d'autres détenus politiques algériens, dans plusieurs prisons successives: les Baumettes à Marseille, la Santé à Paris, Caen, Rennes, puis Caen à nouveau, où un groupe du PCF organise son évasion le 12 novembre 1961. Il parvient ainsi à s'échapper de nuit, avec deux autres responsables importants du FLN purgeant des peines de travaux forcés allant de 10 ans à la perpétuité, Abdel Kader Gouasmi, 36 ans et Tayeb Benzali, 52 ans. À Caen, les prisonniers étaient depuis douze jours en grève de la faim. Ils ont scié les barreaux de leur cellule, au deuxième étage, puis utilisé une cordelette fabriquée avec le tissu de leur paillasse, pour glisser dans une cour intérieure, où un complice leur a procuré une corde à nœuds lestée, afin de passer au-dessus du mur d'enceinte.
Après l’indépendance de l'Algérie, Boualem Khalfa rentre à Alger dans la deuxième quinzaine d’août 1962, où il reprend la tête d' Alger républicain, avec Henri Alleg. En 1965, un projet de fusion avec Le Peuple doit aboutir à la création du nouvel El Moudjahid (quotidien), quotidien du FLN dont il serait le co-directeur mais il fait le choix de rejoindre dans l'opposition le Parti de l'avant-garde socialiste (PAGS), fondé par Bachir Hadj Ali, après le coup d’État du 19 juin 1965. Après cette date, Alger républicain est interdit pour son refus de soutenir les nouvelles autorités. En 1974, il renoue avec la vie légale quand le président algérien Houari Boumédiène recherche de larges soutiens à sa politique nouvelle, cessant les poursuites policières contre les dirigeants de l'opposition. Dans les années 1990, Boualem Khalfa combat les tentatives d’accaparement d'Alger républicain visant à imprimer au journal une ligne de soutien au « capitalisme moderne » au prétexte de faciliter l’isolement de l’intégrisme islamiste.
Boualem Khalfa est décédé en 2017, à 94 ans, à Paris des suites d’une longue maladie.

## Œuvre

### Ouvrages
- Certitudes, Paris, Le club des amis du Livre progressiste, 1961, 63 p. (poèmes)
- Cœur à corps, préface de Sadek Hadjerès, Alger, éditions Révolution socialiste, 1969, 46 p. (poèmes)
- Boualem Khalfa (avec Henri Alleg et Abdelhamid Benzine) : La grande aventure d'« Alger Républicain », Paris, éditions Messidor, 1987  (ISBN 2-209-05946-1)

### Anthologie
- Fleurs de novembre. Le récit algérien contemporain, introduction de V. Balachov Moscou, 1972, 272 p. (en russe)[9].

### Dans les journaux et revues
- « Albanie nouvelle », reportage, dans Alger républicain, Alger, 3 janvier 1952.
- dans Progrès, n°2, avril-mai 1953, p. 14-27.
- « Une partie de koura », conte, dans Progrès, n°4, octobre 1953, p. 74-85.
- « L'école », dans Alger-Ce soir, Alger, 25 avril 1964.
- « Confession », « Printemps 74 », dans Europe, n° 567-568, Paris, juillet-août 1976, p. 132-135.

### Sur les poèmes de Boualem Khalfa (ouvrages généraux)
- Jacqueline Lévi-Valensi et Jamel Eddine Bencheikh, Diwan algérien, La poésie algérienne d'expression française de 1945 à 1965, Centre Pédagogique Maghribin, 1967.
- Jean Sénac, Anthologie de la nouvelle poésie algérienne, essai et choix de Jean Sénac, Paris, Poésie 1, no 14, Librairie Saint-Germain-des-Prés, 1971
- Jean Déjeux, La littérature algérienne contemporaine, Paris, Presses universitaires de France, coll. « Que sais-je ? », 1975.
- Ghani Merad, La littérature algérienne d'expression française, Paris, Pierre Jean Oswald, 1976.
- Jean Déjeux, Bibliographie méthodique et critique de la littérature algérienne de langue française, 1945-1977, Alger, SNED, 1979.
- Jean Déjeux, Dictionnaire des auteurs maghrébins de langue française, Karthala, Paris, 1984, p. 143.